# Snölungmossa
Snölungmossa (Sauteria alpina) är en bladmossart som först beskrevs av Christian Gottfried Daniel Nees von Esenbeck, och fick sitt nu gällande namn av Christian Gottfried Daniel Nees von Esenbeck. Snölungmossa ingår i släktet Sauteria och familjen Cleveaceae. Arten är reproducerande i Sverige. Inga underarter finns listade i Catalogue of Life.